# Nanma
Nanma (kinesiska: 南麻镇, 南麻) är en häradshuvudort i Kina. Den ligger i provinsen Shandong, i den östra delen av landet, omkring 120 kilometer sydost om provinshuvudstaden Jinan. Nanma ligger 283 meter över havet och antalet invånare är 60 949. Befolkningen består av 30 563 kvinnor och 30 386 män. Barn under 15 år utgör 17,0 %, vuxna 15-64 år 74 %, och äldre över 65 år 7,0 %.
Runt Nanma är det tätbefolkat, med 331 invånare per kvadratkilometer. Det finns inga andra samhällen i närheten. Trakten runt Nanma består till största delen av jordbruksmark.
Genomsnittlig årsnederbörd är 865 millimeter. Den regnigaste månaden är juli, med i genomsnitt 304 mm nederbörd, och den torraste är januari, med 8 mm nederbörd.